# 布雷特施奈德公式

一个四边形

在幾何學當中，布雷特施奈德公式是一條任意四邊形的面積公式，由德國的數學家布雷特施奈德所發現：
{\displaystyle A={\sqrt {(s-a)(s-b)(s-c)(s-d)-abcd\cdot \cos ^{2}\left({\frac {\alpha +\gamma }{2}}\right)}}}
其中，{\displaystyle a,b,c,d}為四邊形的邊長，{\displaystyle s}為半周長，即{\displaystyle s={\frac {a+b+c+d}{2}}}，而{\displaystyle \alpha ,\gamma }為其中二個對角。
此公式可用於任何四邊形，不論是否為圆内接四边形，可視為婆羅摩笈多公式之推廣。

## 布雷特施奈德公式的证明
設四邊形的面積為{\displaystyle A}：
{\displaystyle {\begin{aligned}A&=\triangle ADB+\triangle BDC\\&={\frac {1}{2}}ad\sin \alpha +{\frac {1}{2}}bc\sin \gamma \end{aligned}}}
可推得：
{\displaystyle 4A^{2}=(ad)^{2}\sin ^{2}\alpha +(bc)^{2}\sin ^{2}\gamma +2abcd\sin \alpha \sin \gamma }
由餘弦定理：
{\displaystyle a^{2}+d^{2}-2ad\cos \alpha =b^{2}+c^{2}-2bc\cos \gamma }
移項可得：
{\displaystyle {\frac {(a^{2}+d^{2}-b^{2}-c^{2})^{2}}{4}}=(ad)^{2}\cos ^{2}\alpha +(bc)^{2}\cos ^{2}\gamma -2abcd\cos \alpha \cos \gamma }
加入{\displaystyle 4A^{2}}：
{\displaystyle 4A^{2}+{\frac {(b^{2}+c^{2}-a^{2}-d^{2})^{2}}{4}}=(ad)^{2}+(bc)^{2}-2abcd\cdot \cos(\alpha +\gamma )}
運用半角公式及因式分解可得：
{\displaystyle 16A^{2}=(a+b+c-d)(a+b+d-c)(a+c+d-b)(b+c+d-a)-16abcd\cdot \cos ^{2}\left({\frac {\alpha +\gamma }{2}}\right)}
代入半周長{\displaystyle s}：
{\displaystyle 16A^{2}=16(s-a)(s-b)(s-c)(s-d)-16abcd\cdot \cos ^{2}\left({\frac {\alpha +\gamma }{2}}\right)}
{\displaystyle \therefore A={\sqrt {(s-a)(s-b)(s-c)(s-d)-abcd\cdot \cos ^{2}\left({\frac {\alpha +\gamma }{2}}\right)}}}

## 相關公式
只適用於圆内接四边形的婆罗摩笈多公式推廣了適用於三角形面積的海伦公式，而布雷特施奈德公式推廣了婆羅摩笈多公式。
布雷特施奈德公式中的三角函數修正項，可被重寫成與四邊形的二對角線長 {\displaystyle p}及{\displaystyle q}有關的形式。
{\displaystyle K={\sqrt {(s-a)(s-b)(s-c)(s-d)-{\tfrac {1}{4}}(ac+bd+pq)(ac+bd-pq)}}}

## 相關連接
- 埃里克·韦斯坦因. . MathWorld.

1. ↑  J. L. Coolidge, "A historically interesting formula for the area of a quadrilateral", American Mathematical Monthly, 46 (1939) 345–347.